# Stevie Wonder
Stevie Wonder (születési nevén Stevland Hardaway Judkins Morris) (Saginaw, Michigan, 1950. május 13. –) többszörös Grammy-díjas és Oscar-díjas amerikai énekes, zongorista, zeneszerző.

## Élete
Mivel koraszülöttként jött a világra, inkubátorba helyezték, ahol azonban a túl sok oxigén miatt megvakult. Iskolai tanulmányait a Michigani Vakok Intézetében végezte, Detroitban.
Nyolcévesen már remekül zongorázott, 1961-ben a detroiti Motown kiadóhoz szerződött. 1962-ben Little Stevie Wonder néven elkészítette első lemezfelvételét. 1970-ben a Black Bull Music Publishing Rt. elnöke lett. Az 1980-as évek közepére több mint 300 platina és gyémántlemezt adott ki.

## Művei

### Filmzenék
- A piros ruhás nő (1984)
- Dzsungelláz (1991)
- Pinocchio legendája (1996)
- Down in the Delta (1998)
- Faith (2016)

### Listavezető kislemezek
- Fingertips (1963)
- Superstition (1973)
- You Are the Sunshine of My Life (1973)
- You Haven't Done Nothing (1974)
- I Wish (1976)
- Sir Duke (1977)
- Ebony and Ivory (Paul McCartneyvel, 1982)
- I Just Called to Say I Love You (1984)
- Part-Time Lover (1985)
- That's What Friends Are for (Dionne Warwickkal, Elton Johnnal, Gladys Knighttal, 1986)

### Stúdióalbumok
- Jazz Soul of Little Stevie (1962)
- Tribute to Uncle Ray (1962)
- Recorded Live: The 12 Year Old Genius (1963)
- With a Song in My Heart (1963)
- Stevie At the Beach (1964)
- Uptight (1966)
- Down to Earth (1966)
- I Was Made to Love Her (1967)
- Eivets Rednow (1968)
- For Once in My Life (1968)
- My Cherie Amour (1969)
- Live at the Talk of the Town (1970)
- Stevie Wonder Live (1970)
- Signed, Sealed, Delivered (1970)
- Where I'm Coming from (1971)
- Music of My Mind (1972)
- Talking Book (1972)
- Innervisions (1973)
- Fulfillingness' First Finale (1974)
- Songs in the Key of Life (1976)
- Hotter than July (1980)
- In Square Circle (1985)
- Characters (1987)
- Conversation Peace (1995)
- Natural Wonder (1995)
- A Time to Live (2005)

### Speciális albumok
- Someday at Christmas (1967)
- Greatest Hits (1968)
- Greatest Hits Volume 2 (1971)
- Looking Back – Anthology (1977)
- Journey through the Secret Life of Plants (1979)
- Stevie Wonder's Original Musiquarium (1982)
- The woman in red (1984)
- Jungle Fever (1991)
- Song Review – A Greatest Hits Collection (1996)
- The Ballad Collection (1999)
- At the close of a century (1999)
- Stevie Wonder: The Definitive Collection (2002)
- Stevie Wonder: The Christmas Collection (2004)
- #1s (2007)

## Díjai, elismerései
- Grammy-díj (1973-tól tizennyolcszor)
- Oscar-díj (a The Woman in Red című film zenéjéért, 1985)
- Polar Zenei Díj (1999)
- a Kennedy-központ életműdíja (1999)